# Bundestagswahlkreis Lübeck
Der Wahlkreis Lübeck (Wahlkreis 11) ist ein Bundestagswahlkreis in Schleswig-Holstein.  Er umfasst die Hansestadt Lübeck sowie vom Kreis Herzogtum Lauenburg das Amt Berkenthin und die Gemeinden Grinau, Groß Boden, Groß Schenkenberg, Klinkrade, Labenz, Linau, Lüchow, Sandesneben, Schiphorst, Schönberg, Schürensöhlen, Siebenbäumen, Sirksfelde, Steinhorst, Stubben und Wentorf aus dem Amt Sandesneben-Nusse. Von 1969 bis 2013 sowie in den Jahren 2021 und 2025 gewann der jeweilige Kandidat der SPD den Wahlkreis. 2017 hatte die Kandidatin der CDU, Claudia Schmidtke, das Direktmandat gewonnen; ihr folgte 2021 und 2025 Tim Klüssendorf (SPD).

## Wahlkreisgeschichte
| Wahl      | Wahlkreisname | Gebietsbeschreibung |
| --------- | ------------- | --- |
| 1949–1953 | 9 Lübeck      | Hansestadt Lübeck ohne die Stimmbezirke 28, 30–33, 35–42, 52–55, 57–59, 140–143 und 151–161 |
| 1957–1961 | 9 Lübeck      | Hansestadt Lübeck ohne die Stimmbezirke 26, 28–33, 35–43, 45–49, 52–57, 145–148, 150–153, 155, 156, 158 und 160 |
| 1965–1998 | 11 Lübeck     | Hansestadt Lübeck |
| 2002–2005 | 11 Lübeck     | Hansestadt Lübeck, vom Kreis Herzogtum Lauenburg die Ämter Berkenthin und Sandesneben |
| seit 2009 | 11 Lübeck     | Hansestadt Lübeck, vom Kreis Herzogtum Lauenburg das Amt Berkenthin sowie vom Amt Sandesneben-Nusse die Gemeinden Grinau, Groß Boden, Groß Schenkenberg, Klinkrade, Labenz, Linau, Lüchow, Sandesneben, Schiphorst, Schönberg, Schürensöhlen, Siebenbäumen, Sirksfelde, Steinhorst, Stubben und Wentorf |

## Wahlkreisabgeordnete
| Wahl | Abgeordneter | Abgeordneter        | Partei | Stimmen in % |
| ---- | ------------ | ------------------- | ------ | ------------ |
| 1949 |              | Paul Bromme         | SPD    | 35,8         |
| 1953 |              | Paul Bock           | CDU    | 42,3         |
| 1957 |              | Helmut Wendelborn   | CDU    | 52,3         |
| 1961 | 43,5         | Helmut Wendelborn   | CDU    |              |
| 1965 | 47,7         | Helmut Wendelborn   | CDU    |              |
| 1969 |              | Björn Engholm       | SPD    | 49,9         |
| 1972 | 58,8         | Björn Engholm       | SPD    |              |
| 1976 | 54,1         | Björn Engholm       | SPD    |              |
| 1980 | 55,7         | Björn Engholm       | SPD    |              |
| 1983 |              | Reinhold Hiller     | SPD    | 48,6         |
| 1987 | 46,3         | Reinhold Hiller     | SPD    |              |
| 1990 | 43,1         | Reinhold Hiller     | SPD    |              |
| 1994 | 45,7         | Reinhold Hiller     | SPD    |              |
| 1998 | 51,3         | Reinhold Hiller     | SPD    |              |
| 2002 |              | Gabriele Hiller-Ohm | SPD    | 50,8         |
| 2005 | 49,7         | Gabriele Hiller-Ohm | SPD    |              |
| 2009 | 36,7         | Gabriele Hiller-Ohm | SPD    |              |
| 2013 | 40,7         | Gabriele Hiller-Ohm | SPD    |              |
| 2017 |              | Claudia Schmidtke   | CDU    | 35,3         |
| 2021 |              | Tim Klüssendorf     | SPD    | 34,1         |
| 2025 | 28,1         | Tim Klüssendorf     | SPD    |              |

## Wahlergebnisse

### Bundestagswahl 2025
| Kandidaten                                             | Kandidaten                   | Parteien/Listen     | Erststimmen | Erststimmen | Zweitstimmen | Zweitstimmen |
| Kandidaten                                             | Kandidaten                   | Parteien/Listen     | Stimmen     | %           | Stimmen      | %            |
| ------------------------------------------------------ | ---------------------------- | ------------------- | ----------- | ----------- | ------------ | ------------ |
|                                                        | Tim Klüssendorfgewählt im WK | SPD                 | 39.809      | 28,1        | 30.026       | 21,1         |
|                                                        | Christopher Lötsch           | CDU                 | 33.695      | 23,8        | 32.037       | 22,5         |
|                                                        | Bruno Hönel                  | GRÜNE               | 27.477      | 19,4        | 25.444       | 17,9         |
|                                                        | Robert Paul Günter Schörck   | FDP                 | 4.028       | 2,8         | 5.547        | 3,9          |
|                                                        | Kerstin Przygodda            | AfD                 | 21.972      | 15,5        | 22.254       | 15,7         |
|                                                        | Andreas Müller               | Die Linke           | 10.175      | 7,2         | 14.921       | 10,5         |
|                                                        | —                            | SSW                 | –           | –           | 2.664        | 1,9          |
|                                                        | —                            | Die PARTEI          | –           | –           | 1.147        | 0,8          |
|                                                        | Sebastian Kai Ising          | Freie Wähler        | 1.960       | 1,4         | 1.006        | 0,7          |
|                                                        | Kathrin Uta Ostertag         | Volt                | 2.350       | 1,7         | 1.529        | 1,1          |
|                                                        | Lüder Paul Wilhelm Möller    | MLPD                | 286         | 0,2         | 90           | 0,1          |
|                                                        | —                            | BÜNDNIS DEUTSCHLAND | –           | –           | 198          | 0,1          |
|                                                        | —                            | BSW                 | –           | –           | 5.307        | 3,7          |
| Gesamt                                                 | Gesamt                       | Gesamt              | 141.752     | 100         | 142.170      | 100          |
|                                                        |                              |                     |             |             |              |              |
| Ungültige Stimmen                                      | Ungültige Stimmen            | Ungültige Stimmen   | 1.247       | 0,9         | 829          | 0,6          |
| Wähler                                                 | Wähler                       | Wähler              | 142.999     | 80,2        | 142.999      | 80,2         |
| Wahlberechtigte                                        | Wahlberechtigte              | Wahlberechtigte     | 178.245     |             | 178.245      |              |
|                                                        |                              |                     |             |             |              |              |
| Quellen: Die Bundeswahlleiterin, Kandidaten – Ergebnis |                              |                     |             |             |              |              |

Bei der Bundestagswahl 2025 trat Tim Klüssendorf, der seit 2021 dem Bundestag angehört hatte, auf Platz 1 der Landesliste der SPD und als Direktkandidat im Wahlkreis an. Er wurde als Direktkandidat gewählt; für Bruno Hönel (B90/Die Grünen) aus Lübeck reichte der sechste Platz auf der Landesliste seiner Partei in dieser Wahl nicht für  eine zweite Amtszeit. An seiner Stelle wurde die AfD-Direktkandidatin im Wahlkreis, Kerstin Przygodda aus Malente (Kreis Ostholstein), mit Platz 4 auf der AfD-Landesliste gewählt. Sie war zuvor seit 2017 in Berlin Referentin des AfD-Abgeordneten Martin Reichardt gewesen.

### Bundestagswahl 2021
| Direktkandidat(in)   | Partei           | Erststimmen in % | Zweitstimmen in % |
| -------------------- | ---------------- | ---------------- | ----------------- |
| Claudia Schmidtke    | CDU              | 21,3             | 17,6              |
| Tim Klüssendorf      | SPD              | 34,4             | 30,7              |
| Heike Stegemann      | FDP              | 7,1              | 10,2              |
| Bruno Hönel          | GRÜNE            | 22,1             | 23,0              |
| David Jenniches      | AfD              | 6,4              | 6,6               |
| Emil Tankacheyev     | DIE LINKE        | 3,2              | 4,6               |
| Alexander Schacht    | Die PARTEI       | 1,7              | 1,0               |
| Gregor Voht          | FREIE WÄHLER     | 1,3              | 1,0               |
| -                    | NPD              | -                | 0,1               |
| -                    | ÖDP              | -                | 0,1               |
| Lüder Möller         | MLPD             | 0,2              | 0,1               |
| Uta Kemper           | dieBasis         | 1,2              | 1,2               |
| Wilfried Emil Link   | DKP              | 0,1              | 0,0               |
| Jennifer Wobusa      | du.              | 0,2              | 0,1               |
| Lutz Nielsen         | LKR              | 0,1              | 0,1               |
| -                    | Die Humanisten   | -                | 0,2               |
| -                    | Tierschutzpartei | -                | 1,1               |
| -                    | SSW              | -                | 1,3               |
| -                    | Team Todenhöfer  | -                | 0,5               |
| Fabio Sanchez Copano | Volt             | 0,6              | 0,4               |
| -                    | V-Partei³        | -                | 0,1               |
| Thorsten Kerkhoff    | Einzelbewerber   | 0,2              | -                 |

Bei der Wahl 2021 holte sich die SPD mit Tim Klüssendorf das Mandat im Wahlkreis Lübeck von der CDU zurück, das die Herzchirurgin Claudia Schmidtke für eine Legislaturperiode innegehabt hatte. Klüssendorf, Referent des Lübecker Bürgermeisters Jan Lindenau, erzielte  mit 34,4 Prozent der abgegebenen Erststimmen einen deutlichen Vorsprung vor Schmidtke mit 21,2 Prozent. Noch vor ihr lag der Psychologe Bruno Hönel (Bündis 90/Die Grünen) mit 22,1 Prozent. Mit dem 6. Platz auf der Landesliste seiner Partei zog auch er in den Bundestag ein. Damit war Lübeck mit zwei Abgeordneten vertreten.

### Bundestagswahl 2017

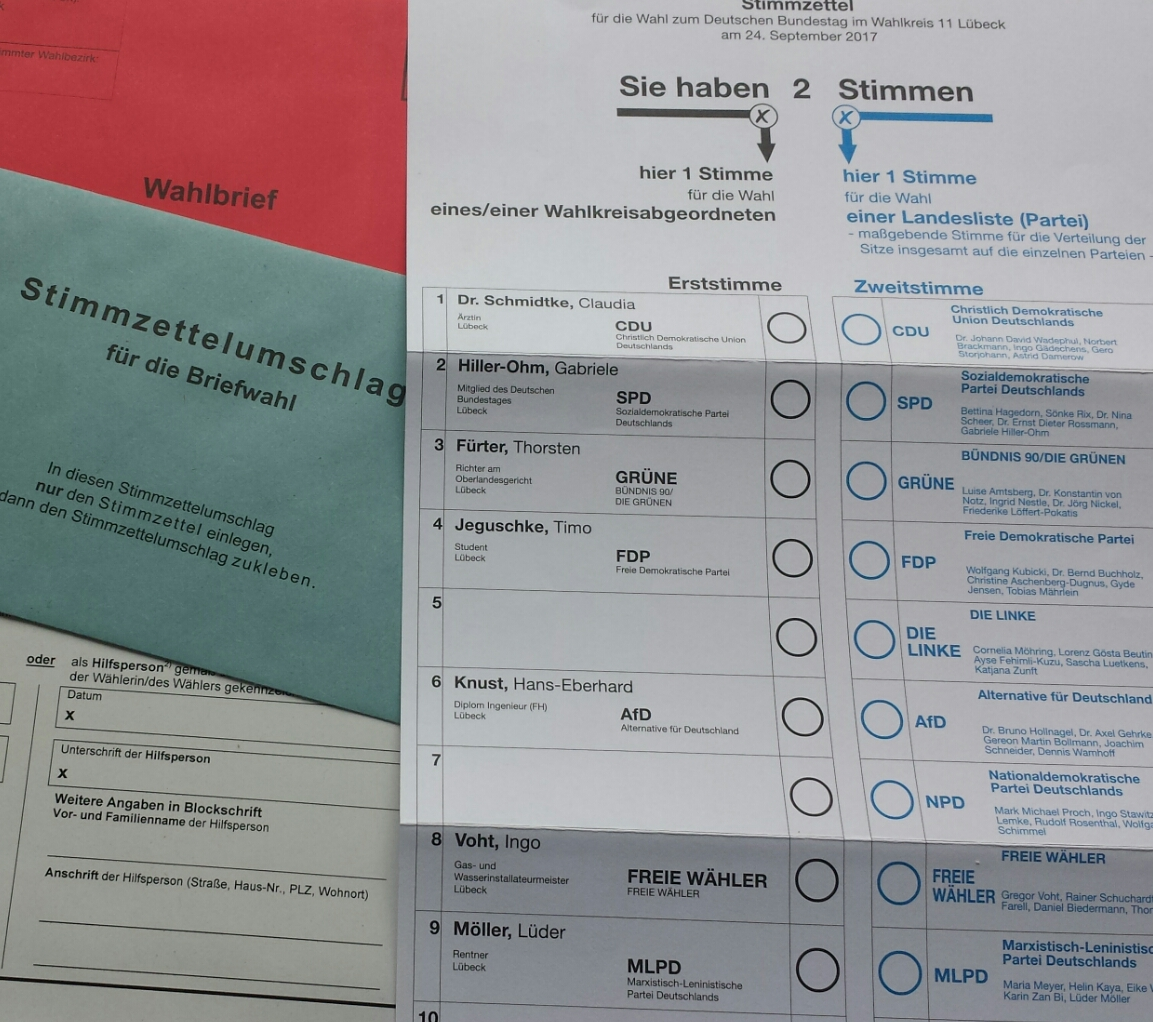
Briefwahlunterlagen der Wahl am 24. September 2017

Die CDU nominierte die Herzchirurgin Claudia Schmidtke, die sich im Dezember 2016 in einer Kampfkandidatur gegen den Lübecker Bürgerschaftsabgeordneten
Burkhart Eymer durchgesetzt hatte. Schmidtke war nach zwei Jahren CDU-Mitgliedschaft angetreten, um „nach fünf Jahrzehnten […] der SPD das Direktmandat abzunehmen“. Gabriele Hiller-Ohm (SPD) scheiterte bei ihrer fünften Kandidatur um das Direktmandat, zog aber über die SPD-Landesliste erneut in den Bundestag ein.
Sowohl bei den Erst- als auch bei den Zweitstimmen kam Bündnis 90/Die Grünen auf den dritten Platz. Ihr Kandidat Thorsten Fürter hatte auf Wahlkampf im Internet gesetzt. Die Linke hatte ihren Kreisvorsitzenden Sascha Luetkens nominiert. Er konnte jedoch nicht zur Wahl antreten, weil beim Einreichen
der Wahlunterlagen das Formblatt für den Kandidatenvorschlag der Partei fehlte.
| Direktkandidat(in)  | Partei       | Erststimmen in % | Zweitstimmen in % |
| ------------------- | ------------ | ---------------- | ----------------- |
| Claudia Schmidtke   | CDU          | 35,3             | 29,5              |
| Gabriele Hiller-Ohm | SPD          | 33,8             | 25,4              |
| Thorsten Fürter     | GRÜNE        | 13,0             | 12,8              |
| Timo Jeguschke      | FDP          | 6,5              | 10,9              |
| -                   | DIE LINKE    | -                | 9,4               |
| Hans-Eberhard Knust | AfD          | 8,6              | 8,9               |
| -                   | NPD          | -                | 0,3               |
| Ingo Voht           | FREIE WÄHLER | 2,0              | 0,8               |
| Lüder Möller        | MLPD         | 0,7              | 0,1               |
| -                   | BGE          | -                | 0,4               |
| -                   | ÖDP          | -                | 0,2               |
| -                   | Die PARTEI   | -                | 1,4               |

### Bundestagswahl 2013
Die SPD nominierte im Februar 2013 die bisherige Bundestagsabgeordnete Gabriele Hiller-Ohm. Alexandra Dinges-Dierig wurde im Oktober 2012 von der Lübecker CDU ohne Gegenkandidaten und mit 89,2 Prozent der Stimmen zur Direktkandidatin gewählt. Sie wurde über einen aussichtsreichen Landeslistenplatz abgesichert.
| Direktkandidat          | Partei           | Erststimmen in % | Zweitstimmen in % |
| ----------------------- | ---------------- | ---------------- | ----------------- |
| Gabriele Hiller-Ohm     | SPD              | 40,7             | 34,1              |
| Alexandra Dinges-Dierig | CDU              | 36,4             | 34,3              |
| Gerrit Koch             | FDP              | 2,4              | 4,8               |
| Spyridon Aslanidis      | GRÜNE            | 7,7              | 11,1              |
| Jens Schulz             | LINKE            | 5,4              | 6,5               |
| Moritz von Allwörden    | PIRATEN          | 2,3              | 2,4               |
| Thomas Misch            | Freie Wähler     | 0,9              | 0,6               |
| Christoph Elfenkämper   | AfD              | 3,4              | 4,3               |
| Kai Otzen               | NPD              | 0,8              | 0,8               |
|                         | Rentner          | -                | 0,3               |
|                         | MLPD             | -                | 0,1               |
|                         | Tierschutzpartei | -                | 0,7               |

### Bundestagswahl 2009
| Direktkandidat      | Partei  | Erststimmen in % | Zweitstimmen in % |
| ------------------- | ------- | ---------------- | ----------------- |
| Gabriele Hiller-Ohm | SPD     | 36,7             | 30,2              |
| Anke Eymer          | CDU     | 30,3             | 27,2              |
| Wilhelm Melchers    | FDP     | 11,0             | 14,2              |
| Volker Koß          | GRÜNE   | 11,6             | 13,8              |
| Sascha Thomas       | LINKE   | 9,1              | 9,9               |
| Thomas Wulff        | NPD     | 1,3              | 1,2               |
| —                   | PIRATEN | —                | 2,5               |
| —                   | RENTNER | —                | 1,0               |